# Вузликове письмо

Одне з кіпу

Вузликове письмо — різновид писемності, яка використовувала як носій інформації нитки (шнури), а для її кодування — вузли, а також колір ниток.

## Застосування мотузки з вузлами в різних народів

### Анди
Кіпу (кеч. khipukhipu -> ісп.— «вузел», «зав'язувати вузли», «рахунок»; айм. chinochino — чино) — стародавня мнемонічна і рахункова система (у зв'язці з рахунковим пристроєм юпаною) інків і їх попередників в Андах, своєрідна писемність: являє собою складні мотузкові сплетіння та вузлики, виготовлені з вовни південноамериканських верблюдових (альпаки та лами) або з бавовни. У кіпу може бути від декількох звисаючих ниток до 2000. Вона використовувалася для передачі повідомлень посильними часкі по спеціально прокладених імперських дорогах, а також в самих різних аспектах суспільного життя (як календар, топографічна система, для фіксації податків і законів тощо).Один з іспанських хроністів (Хосе де Акоста) писав, що «вся імперія інків управлялася за допомогою кіпу» і ніхто не міг уникнути тих, хто проводив підрахунки за допомогою вузлів.

### Давній Китай
Використання зав'язаних вузлами шнурів, як засобу ведення записів, описано в деяких китайських текстах.
- У давньому Китаї вони використовувалися, щоб здійснювати управління. Пізніше, китайці замінювали їх письмовими знаками і числами[4].
- У поезії Дао де цзін (« Книга шляху і благодаті») — філософ Лао Цзи в чжані LXXX закликає повернутися до звичаїв давнини, коли ще використовувалися мотузки і вузли[5].
- За часів Жан Ченя, Сюань Юаня, Фу Сі та Шень-нуна, люди зав'язували вузли, щоб спілкуватися між собою. Для позначення важливої справи, використовувалася мотузка для зав'язування великого вузла; для позначення незначної справи, зав'язувався невеликий вузол. Число вузлів відповідало числу справ, з якими будуть мати справу[6].

### Давній Вавилон
Згідно Фурлані, мотузки з вузлами в релігії Стародавнього Вавилону служили для магічних обрядів, щоб позбавити сил якусь кінцівку або паралізувати дію злих сил, зупинити хворобу, коли розв'язання вузла означало знищення чар.

### Ізраїль
У традиційного єврейського молитовного покривала таліт є вузли в 7-8-11-13 кучерявих кінцівок, з приводу яких висувалися всілякі здогади, щоб закодувати гематріческую інформацію, що стосується єврейського імені Бога або 613 заповідей юдаїзму.

### Індіанці Північної Америки
У північноамериканських індіанців вампум служив для різних цілей. Вампуми являють собою нанизані на шнури циліндричні намистини з раковин виду Busycotypus canaliculatus. Ці пояси у алгонкінів і особливо у ірокезів  мали ряд особливих функцій: вони були окрасою одягу, служили валютною одиницею, а головне — з їх допомогою передавалися різні важливі повідомлення. Такі вампуми у ірокезьких племен зазвичай доставляли особливі гінці — вампумоносці. Розвиток вампумових записів, цілком ймовірно, привело б до створення у північноамериканських індіанців письма.

### Мезоамерика і Південна Америка
Історик Норденскйольд вказував, що мотузки з вузлами були також в індіанців Колумбії і Панами, в Центральній Америці та Мексиці (як у центральній частині, так і на півночі), в Амазонії і навіть в Полінезії. Баудін стверджував, що кіпу було в Попайяні, у карибов Оріноко, у племен північноамериканських індіанців, у мексиканців до появи кодексів і у жителів Маркізьких островів. Історик падре Хосе Гевара згадує також про те, що індіанці тупа-гуарані розповідали про свої традиції за допомогою кіпу, а падре Лосано, що воно було у діагітів з Андальгала і вони його використовували в 1611 році. Жак Перре повідомляв про застосування в релігійній церемонії предмета ундукуру («чотки, що допомагають запам'ятовати», що позначали порядок і фази виконання ритуальних танців), схожих на кіпу у Французькій Гвіані у племені, нащадків народності тупи-гуарани, яка мешкала в районі Амазонки, які переселилися до Гвіани.

### Інші території і народи
Мотузки з вузликами зустрічалися і інших землях у різних народів: на
островах Рюкю, Каролінських островах, Гаваях, в деяких гірських районах Каліфорнії, в Західній Африці, у монголів, а також у Європі.